# Larache Club de Fútbol
 (juin 2025).
Si vous disposez d'ouvrages ou d'articles de référence ou si vous connaissez des sites web de qualité traitant du thème abordé ici, merci de compléter l'article en donnant les références utiles à sa vérifiabilité et en les liant à la section « Notes et références ».
 (juin 2025).
Maillots
Le Larache Club de Fútbol (en arabe : العرائش كلوب دو فوتبول), plus couramment abrégé en Larache CF, est un ancien club marocain de football fondé en 1940 et disparu en 1956 (après l'indépendance du pays), et basé dans la ville de Larache.

## Histoire
Le Larache Club de Futbol est fondé en 1940, à l'époque du protectorat espagnol dans la région, avec comme premier président du José Pérez Pérez.
En 1946, Mr. José Eugenio Gomendio Ochoa devient le nouveau président, avant de démissionner un an plus tard en 1947, pour être remplacé temporairement par Mr. Antonio Selva puis officiellement par Mr. Mariano Jaquotot
La direction de Mr. Jaquotot organisait chaque année une semaine sportive pour trouver les moyens financiers devant aider à faciliter le déroulement de la conduite du club, sachant que ce président faisait tous ses devoirs et tenait ses promesses pour la fédération et les joueurs.
Le Larache CF dispute son premier match avec un club étranger contre le Stade Marocain et gagne 3-1. En juin 1948, le club dispute plusieurs matchs dans la région du protectorat français, et gagne contre le Stade Marocain 6-1, ainsi que contre l'US Marocaine 3-1.
Il disparut en 1956 lorsque le Maroc prit son indépendance.